# Вульпиус, Кристиан Август
Кристиан Август Вульпиус (нем. Christian August Vulpius; 23 января 1762 или 22 января 1762, Веймар — 25 июня 1827 или 26 июня 1827, Веймар, Германский союз — немецкий писатель. Старший брат Кристианы Вульпиус, супруги Иоганна Вольфганга Гёте.

## Биография
Кристиан учился в веймарской гимназии, затем был зачислен на юридический факультет Йенского университета, впоследствии перевёлся в Эрланген. К этому периоду относятся первые публикации Вульпиуса, в которых советом принимал участие и Гёте.
По протекции Гёте осенью 1789 года лейпцигский книготорговец Георг Иоахим Гёшен нанял Вульпиуса в качестве своего секретаря. Затем Вульпиус служил в веймарском театре в качестве либреттиста и редактора. В 1797 году он получил постоянную ставку регистратора в веймарской библиотеке, и в этом ему, как предполагается, также помог Гёте. В 1800 году Вульпиус получил повышение и стал секретарём библиотеки.
В 1801 году Кристиан Вульпиус женился на Хелене Деане (1780—1857). У них родилось двое сыновей: Ринальдо (1802—1874) и Феликс (1814—1895). В 1803 году Йенский университет присвоил Вульпиусу звание доктора филологии. Двумя годами позже Вульпиус получил должность штатного библиотекаря и инспектора монетного двора. В 1816 году Вульпиус получил титул советника великого герцога. В том же году был избран рыцарем ордена белого сокола.
В 1824 году с Вульпиусом случился удар, ограничивший его возможности в работе, и он ушёл на пенсию. После второго удара в феврале 1827 года он не смог уже оправиться и умер 26 июня 1827 года в Веймаре.
Известность Вульпиуса как писателя ограничена его многократно переиздававшимся разбойничьим романом «Ринальдо Ринальдини, атаман разбойников», которым автор точно угодил вкусам публики. Вульпиус написал несколько романов-продолжений. В первой экранизации романа «Ринальдо Ринальдини» 1927 года заглавную роль сыграл Ханс Альберс. В 1968 в ФРГ по роману снят телевизионный сериал.

## Издания на русском языке
- Суворов и козаки в Италии. М., 1802.
- Бонапарте в Египте. М., 1803.
- Жена разбойника. М., 1818.
  - Часть первая
  - Часть вторая
  - Часть третья
  - Часть четвёртая
  - Часть пятая
  - Часть шестая
  - Часть седьмая
  - Часть восьмая
- Густав Моральдино, великодушный сын атамана разбойников. М., 1819.
  - Часть III
  - Часть IV
- Бобелина, героиня Греции, нашего времени. М., 1823.
  - Часть первая
  - Часть вторая
- Вульпиус К. А. Ринальдо Ринальдини, атаман разбойников / Пер. с нем. — М.: Научно-издательский центр «Ладомир», 1995. — 416 с.